# 松旭斎小天正
松旭斎 小天正（しょうきょくさい こてんしょう、1959年7月5日 - ）は、日本の奇術師。大阪府堺市の出身。本名∶清水 洋一。吉本興業（よしもとクリエイティブ・エージェンシー）所属。
お笑い系のマジックを軸にコントや落語にも挑戦する。テーブルマジックにも精通しており、オリジナルの技法を開発しようとしている。
弟子の天蝶は、帰天斎派の「浮かれの蝶」を三代目帰天斎正一の弟子である帰天斎正華に学び、継承している。

## 人物
学生時代は役者志望であったが、1978年に大阪産業大学付属高校卒業と同時に、奇術師である父の松旭斎天正に入門。同年に京都花月にて父・松旭斎天正の後見で初舞台。後には「松旭斎天正・小天正」名義で舞台に立ち、親子で奇術を披露している。
父が引退した後は小天正一人で舞台を務めるようになる。トークを中心としたコメディマジックを得意とする。
また、笑福亭仁智や笑福亭仁福、笑福亭仁勇でコントグループ「大阪パイレーツ」を結成し活動。